# Ivan Švarný
Ivan Švarný (* 30. Oktober 1984 in Nitra, Tschechoslowakei) ist ein slowakischer Eishockeyspieler, der seit Juni 2020 erneut beim HK Nitra aus der slowakischen Extraliga unter Vertrag steht.

## Karriere
Ivan Švarný begann seine Karriere als Eishockeyspieler beim HK Nitra in seiner Heimatstadt. Beim CHL Import Draft 2002 wurde er von den Belleville Bulls, für die er von 2002 bis 2004 in der kanadischen Top-Juniorenliga Ontario Hockey League aktiv war, in der ersten Runde als insgesamt 43. Spieler ausgewählt. Anschließend spielte der Verteidiger während seiner ersten Station im professionellen Eishockey der Erwachsenen in der Saison 2004/05 für die New Mexico Scorpions aus der Central Hockey League. Von 2005 bis 2007 lief er nach seiner Rückkehr nach Europa für den HK Nitra in der slowakischen Extraliga auf. Die Saison 2007/08 begann er beim HC Oceláři Třinec aus der tschechischen Extraliga. Diesen verließ er bereits während seiner ersten Spielzeit und spielte die folgenden dreieinhalb Jahre für dessen Ligarivalen HC Litvínov. Zur Saison 2011/12 wurde er vom HC Slovan Bratislava verpflichtet, mit dem er auf Anhieb den slowakischen Meistertitel gewann.
Zur Saison 2012/13 wurde Slovan Bratislava in die Kontinentale Hockey-Liga aufgenommen, in der sich Švarný auf Anhieb einen Stammplatz erspielte. Vor der folgenden Spielzeit nahm Švarný am Trainingslager des KHL-Neulings KHL Medveščak Zagreb teil und erhielt Ende August 2013 einen Vertrag, nachdem sich Kyle Klubertanz schwer verletzt hatte. Für Zagreb absolvierte er in der Folge über 50 KHL-Partien, ehe er vor der Saison 2014/15 – zusammen mit vier Mannschaftskollegen – zum HK Dinamo Minsk wechselte.
Zwischen Juli 2015 und Juni 2019 stand er anschließend wieder bei Slovan Bratislava in der KHL  unter Vertrag. Nachdem er 2019/20 beim HKm Zvolen aus der slowakischen Extraliga unter Vertrag stand, kehrte er zum HK Nitra zurück, mit dem er 2023 den Continental Cup gewann und bei dem er seit 2023 auch als Trainerassistent tätig ist.

### International
Für die Slowakei nahm Švarný an der Weltmeisterschaft 2009 teil. Im Turnierverlauf blieb er in drei Spielen punkt- und straflos. In den folgenden Jahren absolvierte er weitere Länderspiele, schaffte es aber nicht in den Kader für ein großes Turnier. Erst 2013 spielte er seine zweite Weltmeisterschaft und schaffte es auch 2014 und 2016 in den WM-Kader der Slowaken.

## Erfolge und Auszeichnungen
- 2012 Slowakischer Meister mit dem HC Slovan Bratislava
- 2012 All-Star-Team der Extraliga
- 2023 Gewinn des Continental Cups mit dem HK Nitra